# Gewat (Terangun)
Gewat is een bestuurslaag in het regentschap Gayo Lues van de provincie Atjeh, Indonesië. Gewat telt 258 inwoners (volkstelling 2010).